# 山地肖峭
山地肖峭（学名：Tetragnatha montana）为肖峭科肖峭属的动物。分布于古北区以及中国大陆的等地。